# Josef Baumberger
Josef „Dino“ Baumberger (* 1944 in Wien; † 10. Juni 2025 in Wesel) war ein deutscher Porno-Regisseur und Porno-Produzent. Der gebürtige Österreicher war seit 1997 mit Dolly Buster verheiratet und hatte wesentlichen Anteil an ihrem Erfolg.

## Leben
Baumberger wurde in Österreich geboren und erlernte in Bad Hall den Beruf eines Radio- und Fernsehtechnikers. Da er in Österreich keine Zukunft sah, wanderte er nach Deutschland aus. Er lebte zunächst in Hamburg und dann in Düsseldorf. Im Jahr 1976 eröffnete er einen Sexshop in Wesel.
Er gründete 1985 die Dino Blue Movie Videovertrieb GmbH in einem Industriegebiet von Wesel. Dort befinden sich die Büro-, Schnitt- und Graphikräume der Firma. Von 1989 bis 2003 drehte er eine zweistellige Anzahl von Pornofilmen unter dem Pseudonym Dino, davon einige mit seiner späteren Frau, die als Dolly Buster bekannt wurde. Als Produzent war er an weiteren Produktionen beteiligt. Zu seinen Glanzzeiten veröffentlichte Baumberger monatlich elf Videos und hatte einen Jahresumsatz von 15 Millionen DM. Gerade in den 1990er Jahren zeichneten sich seine Produktionen durch aufwendige Kulissen in Las Vegas oder auf Mallorca und Ibiza aus.
Nachdem der Pornofilm in einer Krise steckte, produzierte Josef Baumberger kaum noch neue Filme, sondern veröffentlichte Zusammenschnitte alter Pornofilme und sogenannte „Privatfilme“, die den Eindruck eines privaten Sexfilms erwecken sollen und in denen meist Amateure mitspielen.
Die deutsche Schauspielerin Sibel Kekilli wirkte 2001 und 2002 in Produktionen von Baumberger mit. Als der Film Gegen die Wand auf der Berlinale gezeigt wurde, bei dem Kekilli die Hauptrolle hatte, ließ Baumberger DVDs der Produktionen mit Kekilli nachpressen und stellte auch kostenlos Fotomaterial für RTL und Bild zur Verfügung. Einen weiteren Skandal konnte er 2012 ausnutzen, als er einen Film, mit dem Radost Bokel von ihrem Ex-Freund W. M. erpresst wurde und an dem er die Rechte besaß, ins Sortiment aufnahm.

### Privatleben
Josef Baumberger und Dolly Buster heirateten 1997, nachdem sie ihre Karriere vor der Kamera beendet hatte. Das Ehepaar lebte in Wesel.